# John Carmack
John Carmack (Roeland Park, Kansas, 21 augustus 1970) is een Amerikaanse ontwikkelaar van computerspellen en een expert op het gebied van 3D-computergraphics binnen de spelindustrie.

## Biografie
Carmack is medeoprichter van id Software, een bedrijf dat computerspellen ontwikkelt. Binnen id Software hield Carmack zich bezig met het schrijven van id Tech, de grafische engine van de spellen. Hij heeft ook nieuwe technieken en algoritmes bedacht of verder ontwikkeld, zoals binary space partitioning, Carmack's Reverse en MegaTexture.
Naast zijn werk bij id Software heeft Carmack met een team meegedongen naar de X-Prize om als eerste zonder overheidssteun een mens in de ruimte te krijgen. Hij werd echter verslagen door het team van Burt Rutan met hun SpaceShipOne.
Enkele spellen van Carmacks hand zijn Wolfenstein 3D, de Doom-serie en Quake, en de vervolgdelen van deze spellen.
In augustus 2013 werd Carmack aangesteld als CTO bij Oculus VR, en stopte in november van dat jaar zijn werkzaamheden bij id Software. In november 2019 trad hij terug als CTO maar bleef als "Consulting CTO" betrokken bij Oculus, om meer tijd te kunnen besteden aan kunstmatige algemene intelligentie (AGI). In december 2022 verlaat hij Meta om zich hier volledig op te kunnen richten.

## Prijzen en onderscheidingen

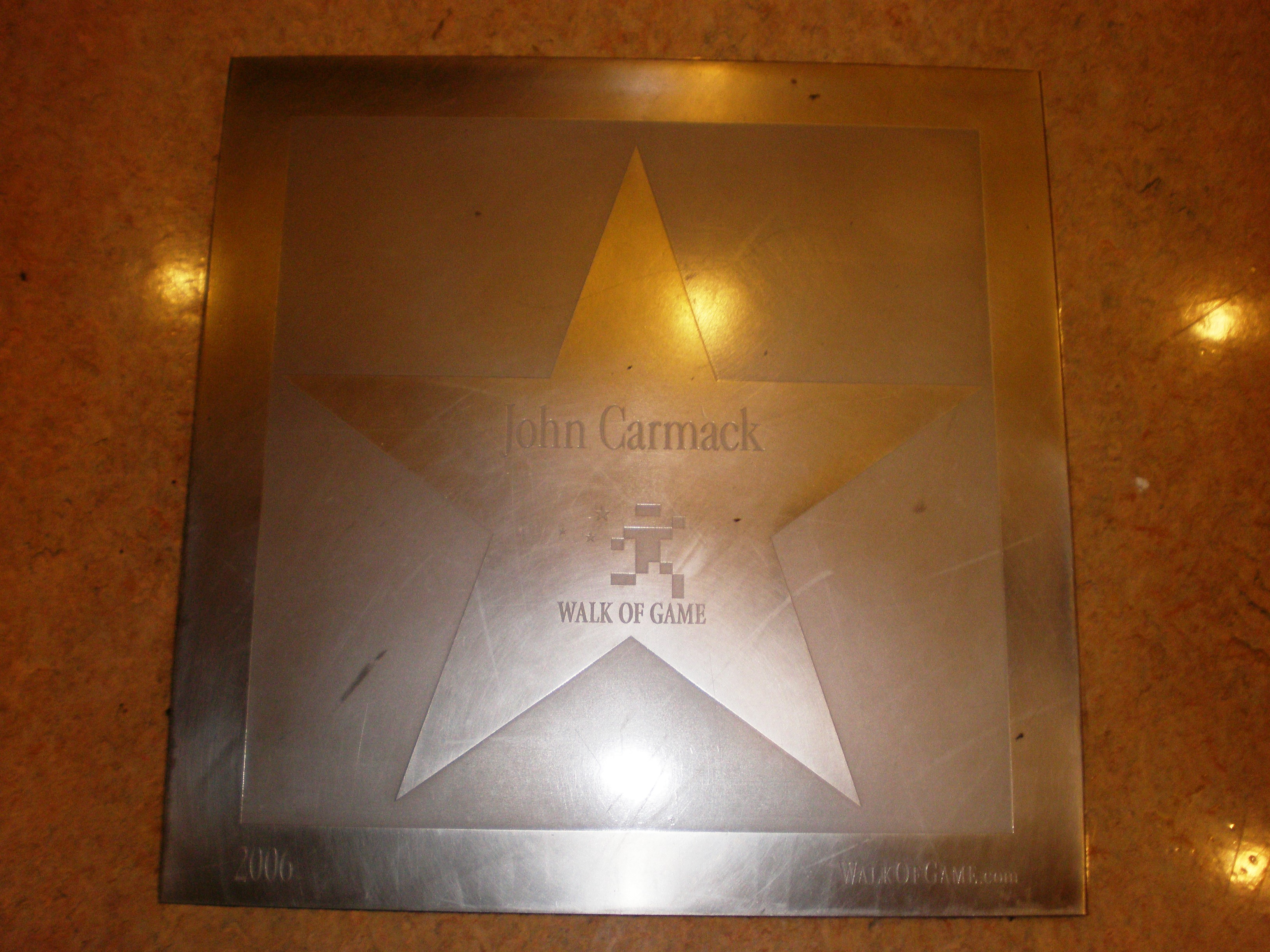
De ster van John Carmack op de Walk of Game in San Francisco.

Carmack kreeg in 2006 een ster op de Walk of Game ter erkenning van zijn prestaties op het gebied van computerspellen. Ook kreeg hij een oeuvreprijs voor zijn werk. Deze werd op 11 maart 2010 op de Game Developer Conference in San Francisco uitgereikt.
Op 7 april 2016 ontving Carmack een BAFTA Fellowship Award tijdens de British Academy Games Awards voor zijn bijdrage aan de ontwikkeling en de toekomst van computerspellen.